# 白石美咲
白石 美咲（しらいし みさき、1986年8月8日 - ）は、日本のAV女優、ストリッパー。

## 略歴
- 2009年10月、『新人×アリスJAPAN』でアリスJAPANよりAVデビュー。
- 2010年2月、浅草ロック座にてストリップデビュー
- 2010年11月、『眩しいカラダのごっくんネエちゃん』でMOODYZよりセルデビュー。

## 人物
- 趣味：ショッピング
- 特技：マッサージ

## 作品

### アダルトビデオ
- 新人×アリスJAPAN 白石美咲 (2009年10月9日 アリスJAPAN)
- レースクイーンのむき出しセックス (2009年11月13日 アリスJAPAN)
- 長身美女とのいやらしいセックス (2009年12月11日 アリスJAPAN)
- 憧れの競泳水着インストラクター (2010年1月8日 アリスJAPAN)
- いやらしいマッサージ嬢 (2010年2月12日　アリスJAPAN)
- 抜いてもハメても目の前にペニス (2010年3月12日 アリスJAPAN)
- 眩しいカラダのごっくんネエちゃん (2010年11月13日 MOODYZ)
- ごっくん痴女教師 (2010年12月13日 MOODYZ)
- 高身長痴女の小さいオッサン狩り (2011年1月1日 MOODYZ)